# Willey (Herefordshire)
Willey is een civil parish in het bestuurlijke gebied Herefordshire, in het Engelse graafschap Herefordshire met 61 inwoners.